# Koffiecrisis
De koffiecrisis is de daling van de prijs van koffie. De prijs van koffie stond eind 2001 het laagst in 30 jaar.
De prijs varieerde in 2004 van 40 tot 70 Amerikaanse dollar voor 45 kilogram Arabica. Een deel hiervan gaat naar de tussenhandel. Sommige koffieproducenten kunnen hun koffie alleen nog maar met verlies verkopen. Hierdoor wordt er niet meer geïnvesteerd en daalt de kwaliteit van de koffiebonen.
De Internationale Koffieovereenkomst zorgde voor stabiele prijzen en waarborgde de kwaliteit van koffie. In 1989 stapten Brazilië, de grootste producent, en de Verenigde Staten, de grootste consument, er echter uit. Dit had een overproductie tot gevolg. Bovendien neemt de koffieconsumptie af.
In september 2010 is de koffieprijs gestegen tot 163 Amerikaanse dollar voor 45 kilogram Arabica.